# Genderrol
In de sociale wetenschappen en menswetenschappen is een genderrol of geslachtsrol een reeks gedragsnormen verbonden aan de verschillende geslachten in een bepaalde cultuur of groep. Elke samenleving heeft haar eigen geslachtssysteem, maar de componenten en de werkingen van dit systeem verschillen. Traditioneel waren binaire genderrolrollen veelal de norm, gekoppeld aan een verdeling tussen twee geslachten of seksen, man en vrouw.
De meeste onderzoekers zijn het erover eens dat het concrete gedrag van individuen een gevolg van sociaal afgedwongen regels en persoonlijke waarden is. Sommige onderzoekers benadrukken het objectieve sociale systeem en anderen benadrukken subjectieve richtlijnen en regelingen.
In de loop der tijd kunnen regels en de waarden veranderen. Hoewel de meeste sociale wetenschappers het erover eens zijn dat de culturen en de maatschappijen dynamisch zijn en veranderen, zijn er uitgebreide debatten geweest over hoe, en hoe snel, deze kunnen veranderen. Dergelijke debatten worden heviger wanneer ze het geslacht/geslachtssysteem impliceren, aangezien de mensen sterk verschillende meningen hebben over in hoeverre de invulling en beleving van de geslachtsrol van het biologisch geslacht afhangt.
Door de opkomst van het feminisme is er sinds de jaren 1970 een sterke verandering van de traditionele geslachtsrollen aan het plaatsvinden. Het is min of meer vanzelfsprekend geworden dat vrouwen buitenshuis werken, studeren en in theorie evenveel kunnen bereiken als mannen. Ze wonen op zichzelf, hebben een goede baan, een rijk sociaal leven en zijn financieel onafhankelijk. Deze zelfstandigheid geeft ze de mogelijkheid om een relatie te verlaten als ze ongelukkig zijn. Deze maatschappelijke ontwikkeling was ook gunstig voor mannen, die daarmee bevrijd werden van de vastgeroeste rollen waaraan ze geconditioneerd waren. De moderne man hoeft hierdoor minder uren te werken en krijgt de kans om meer betrokken te zijn bij de opvoeding van kinderen.